# Fate/stay night
Fate/stay night (フェイト／ステイナイト?) es una novela visual japonesa desarrollada por Type-Moon y publicada en Japón el 30 de enero de 2004. Ha sido adaptada a diferentes medios, entre ellos series de anime, manga y películas, así como una variedad de historias basadas en su universo y conceptos, dando origen a una franquicia que hasta el año 2020 ha facturado 4 000 millones de dólares. Disfruta de una enorme popularidad, especialmente en Japón, lo que ha dado pie a diversas adaptaciones, merchandising, recuerdos y un grupo de aficionados muy numeroso en varias partes del mundo.
Fate/stay night fue el primer trabajo comercial de Type-Moon desde su transición de un grupo dentro del software doujin. Fate/stay night tiene una continuación en el juego Fate/hollow ataraxia. En una encuesta realizada por TV Asahi, la serie de anime obtuvo el puesto 70 de los favoritos.

## Argumento
Shirō Emiya perdió a su familia hace 10 años en un enorme incendio que consumió gran parte de la ciudad de Fuyuki. Atrapado entre las llamas, se da por vencido y acepta su propia muerte, pero un enigmático hombre lo encuentra y lo ayuda. Este hombre, Kiritsugu Emiya, lo adopta y le revela su identidad como mago. Kiritsugu también le cuenta a Shirō su sueño fallido de ser un héroe justiciero. Por petición del niño, Kiritsugu intenta enseñarle magia, pero Shirō encuentra dificultad incluso en los hechizos fundamentales. Por eso, después de la muerte de Kiritsugu, Shirō se encuentra terriblemente frustrado, sintiéndose incapaz de cumplir los designios de su padre con la justicia.
Lo que Shirō desconoce, es que la Ciudad Fuyuki se ha vuelto el escenario de una secreta y violenta guerra de magos. Desde hace ya dos siglos siete magos son escogidos para que entablen una lucha a muerte, en busca de obtener el Santo Grial, un cáliz legendario que concede cualquier deseo. Las últimas cuatro Guerras del Santo Grial han ocurrido cada 70 años y la última acabó hace apenas una década, pero la quinta comienza prematuramente. Cada mago (o Master/Maestro) puede invocar a un Espíritu Heroico de nombre Servant/Sirviente, que le ayudará a derrotar a los otros para en último término hacerse con el Grial. Shirō, participando junto con Saber, tendrá la oportunidad de poner a prueba sus ideales y de prevenir que un desastre como el de hace 10 años vuelva a repetirse.

## Personajes

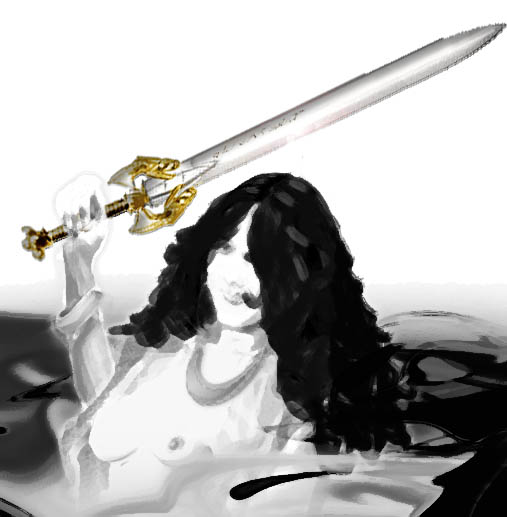
La pintura de la Dama del Lago con la espada Excalibur, utilizada por Saber.

### Masters
Shirō Emiya (衛宮 士郎 Emiya Shirō?): El personaje principal de la historia. Suele mostrarse como un muchacho tranquilo y honesto, trabajador y laborioso. Es un mecánico aficionado, adora reparar cualquier cosa descompuesta y también le gusta cocinar y limpiar. Sin embargo, sus habilidades en hechicería son un poco más que nulas, como se lo solía decir su padre Kiritsugu. Al principio está muy confundido por su repentina inclusión en la Guerra del Santo Grial, e intenta irracionalmente salvar a todos del peligro, incluyendo a su propia Servant Saber.
Rin Tohsaka (遠坂 凛 Tōsaka Rin?): Estudiante modelo en la escuela de Shirō, la verdadera identidad de Rin es la de uno de los magos participantes en la Guerra del Santo Grial. Desciende de un largo linaje de magi de más de 200 años y dado a su gran talento al dominar los 5 elementos fundamentales se le conoce como Average One. Su padre fue asesinado en el transcurso de la última batalla, hace ya 10 años, por lo que ella fue entrenada para poder sucederle. Es perceptiva, decidida y competitiva; quiso ser la invocadora de Saber, pero terminó llamando a Archer.
Illyasviel von Einzbern (イリヤスフィール・フォン・アインツベルン?): una jovencita aristócrata alemana, viajó a Japón para participar en la Guerra del Santo Grial. Ilyasviel, o Ilya, tiene una apariencia angelical y un insuperable grado de habilidad en hechicería. Vive en un castillo a las afueras de la Ciudad de Fuyuki, acompañada solo de su Servant Berserker y dos mucamas. Según Rin, a diferencia del resto de los magi, que son poseedores de un circuito mágico integrado, Ilya obtiene su tremendo poder ya que prácticamente ella misma puede considerarse un circuito mágico con forma humana.
Sakura Matō (間桐 桜 Matō Sakura?): Estudiante de primer año de preparatoria y hermanastra de Shinji Matō. Después de que Shirō recibiera una herida en el hombro en el club de tiro con arco, Sakura comenzó a visitar a Shirō con frecuencia para ayudarlo en las labores cotidianas. Es bastante tímida y formal, pero posee un oscuro pasado. Ella lleva tiempo enamorada de Shirō, cosa que ya es muy obvia; su verdadera importancia se demuestra solo en el escenario de Heaven's Feel. Ella es la verdadera Master de Rider.
Shinji Matō (間桐 慎二 Matō Shinji?): Hermano mayor de Sakura Matō y viejo amigo de Shirō. Es famoso por ser el vice-capitán del dōjō de arquería, aunque muy presumido y altanero. De igual forma que Rin, él proviene de un distinguido linaje de magos, aunque la sangre de su clan se ha debilitado y ya no produce sucesores naturalmente capaces de practicar hechicería. Se sabe que está enamorado de Rin, pero ella nunca le hace caso y hasta lo humilla públicamente. Fuerza a Sakura a que le dé su derecho como Master en un libro para que él pueda controlar a Rider.

### Servants
Saber (セイバー?): Ella es la Servant de Shirō, una ágil y poderosa guerrera. Leal, independiente y reservada, Saber suprime sus emociones para enfocarse únicamente en sus objetivos. Ella está incluida en una clase de Servant caracterizada por sus excelentes capacidades, por ejemplo, cuando su Amo no puede proveer la cantidad de energía mágica necesaria, minimiza su actividad para resguardarlo. Saber odia las "tendencias protectoras" de Shirō hacia ella, y cree que el comportamiento de este pone en peligro su meta, que es ganar la lucha (su identidad es la del mítico Rey Arturo/ria).
Archer (アーチャー?): Es el Servant de Rin Tohsaka. Debido a una invocación incompleta, aparentemente no tiene recuerdos de su vida anterior, pero se piensa que puede ser una mentira para no alterar el curso de los acontecimientos, ya que en realidad él proviene del futuro. Archer es sarcástico y cínico, pero con una compleja y oscura personalidad que se revela a través de la historia. A pesar de pertenecer a la clase arquero, posee una gran destreza en el combate cuerpo a cuerpo, lo cual sorprende a la mayoría de sus oponentes. Considera que Shirō es débil en sus pensamientos idealistas, catalogando su ideal de "querer salvar a todo el mundo" como una tarea tonta e imposible. En la segunda ruta de la novela (Unlimited Blade Works) se revela la verdadera identidad de Archer.
Berserker (バーサーカー?): El Servant de Ilya, un gigante que usa como arma una inmensa piedra, capaz de crear destrucción masiva con simplemente un golpe. Los Servants de su clase son catalogados como los más fuertes de entre todas las razas, aunque son difíciles de controlar y siempre se vuelven en contra de sus Masters, sin embargo, Ilya parece tener pocos problemas para dominar a Berserker. Como un Berserker, fue privado de toda razón y cordura. Su mayor poder consiste en resucitar doce veces, antes de caer definitivamente. Esto se debe a que su verdadera identidad es la Heracles, semi-dios y héroe de la mitología griega, y su fantasma noble se deriva de las 12 tareas que realizó; esa es la razón de porque debe de morir 12 veces.
Rider (ライダー?): La Servant de Shinji. Rider es silenciosa, vigilante y nunca dudará en servir como escudo a su Master, pero al ser este incapaz de suministrarle el maná que necesita, se verá forzada a buscar otros métodos que aumenten sus capacidades. Compensando su poca habilidad mágica, Rider emplea avanzadas tácticas de combate físico y toma ventaja del territorio. Su arma preferida es un par de largas dagas de hierro sujetas por los extremos a la cadena con que Andrómeda fue atada, y que puede manejar desde la distancia. En general, sus armas y ataques están relacionados con el mito de Perseo, (su identidad es de la gorgona de la mitología griega, Medusa), por lo que sus poderes e invocaciones están relacionados con este.
Lancer (ランサー?): El primer Sirviente hostil en aparecer, Lancer es un fiero pero equilibrado guerrero que gusta del combate contra un digno oponente. Tiene una actitud juguetona y lleva su vida despreocupadamente, pero entra rápidamente en frenesí en batalla. Los Lancer están catalogados como la clase "más ágil" de Sirvientes (su identidad es la de Cuchulain, un mítico héroe irlandés, ya que conoce la técnica Gae Bolga). Después se revela que su Master había sido asesinado por Kirei antes de que empezara la 5.ª Guerra del Santo Grial. Kirei tomó los hechizos de control del Master de Lancer e hizo el pacto con él. Al final se vuelve contra su Master y se enfrenta a Gilgamesh, ayudando a Saber y a Shirō a escapar. No obstante, y a pesar de su gran habilidad, Lancer no fue rival para Gilgamesh, quien acabó con él luego de una corta pero intensa batalla.
Gilgamesh (ギルガメッシュ?): Un arrogante, egoísta, y enigmático Sirviente de la clase Archer, Gilgamesh parece familiarizarse con Ciudad Fuyuki y dice haber tenido una relación con Saber. Típicamente protegido por una armadura dorada con ornamentos, posee un inmenso número de Noble Phantasms, aunque ninguno es representativo de su verdadera identidad. Es un personaje legendario de la mitología sumeria. Cuarto rey de Uruk hacia el año 2750 a. C., su poder principal en el anime es Gate of Babylon de la cual saca una variedad de armas, entre ellas espadas; esto ya que por ser un rey más antiguo de una civilización de la cuna de la humanidad muchos mitos y costumbres tienen raíz allí, lo que se simboliza en la propiedad de los Noble Phantasm de muchas culturas o en su defecto de sus versiones originales. Otro de sus poderes es "Enûma Elish" que significa en acadio "cuando en lo alto". Aparentemente está obsesionado con poseer cosas hermosas, como Saber, por lo cual le dice constantemente que ella terminara siendo parte de su propiedad. Gilgamesh había sido convocado por Tokiomi Tohsaka para la 4.ª Guerra del Santo Grial. Durante esta guerra fue que se enfrentó a Saber y se le declaró, además de que consiguió derrotarla. Participó en la conspiración en contra de Tokiomi junto a Kotomine Kirei el cual le asesinó. Kirei tuvo un enfrentamiento con Emiya Kiritsugu el cual terminó en un empate técnico, luego de esto kiritsugu le ordenó a su Sirviente que destruyera el Santo Grial y puso fin de esa manera a la batalla. No obstante Gilgamesh se quedó en el mundo humano, alimentándose de almas humanas y esperando su oportunidad. Es derrotado por Saber, cuando la misma descubre su Fantasma Noble. Su verdadera identidad es Gilgamesh, rey y héroe de la mitología sumeria.
Caster (キャスター?): Honorable invitada de la familia Ryūdō, le fue permitido vivir en el templo hasta que las preparaciones para su matrimonio fueran finalizadas. Magnífica, talentosa y misteriosa mujer, su presencia ha atraído la atención de muchos aspirantes a monjes el punto es que ella es la Servant del tipo Hechicero más poderosa tanto que ha logrado obtener su propio Sirviente, invocando a Assassin, aunque se trata de una invocación imperfecta e inestable al no ser ella un genuino Master. Ella intenta convocar el Santo Grial sacrificando las almas de la ciudad y utilizando a Sakura como recipiente para el artefacto, pero Shirō y los demás logran detenerla. Muere a manos del Sirviente Archer. Su verdadera identidad es Medea, la bruja traicionera de la mitología griega, su principal aparición es en Jasón y los Argonautas.
Assassin (アサシン?): Vestido con el tradicional hakama y kimono japonés con un haori color índigo, este apuesto Sirviente bloquea la entrada del templo Ryūdōji. A diferencia de los otros Sirvientes, Assassin no fue invocado por un Master si no por otro Sirviente, Caster. Su verdadero nombre es Kojirō Sasaki. Assassin es un maestro con la espada, al punto de que su sola técnica le permite alcanzar el nivel de un Noble Phantasm. En su pelea final contra Saber él revela de que en realidad la persona llamada Kojirō Sasaki no existe, es el nombre de un personaje inventado que ha pasado a la historia en la imaginación de las personas como un maestro de la espada y Assassin solo es el alma de un espadachín desconocido al que le dieron el nombre de Sasaki Kojirō (佐々木 小次郎, también conocido como Ganryū Kojirō). Esto implica que Assassin es un alma heroica falsa, sin ningún lugar al cual pueda regresar o un deseo que le pueda ser concedido, y explica porque no posee un Noble Phantasm, su situación es lógica ya que al ser invocado por un falso Master no era posible obtener un héroe genuino. Según él, eso no importa ya que todo lo que deseaba era cruzar espadas con Saber. Finalmente consigue enfrentarse a Saber y es derrotado momentos antes de que su mana se agote.

## Terminología
- Master (マスター?): Son los siete hechiceros escogidos para la Guerra del Santo Grial. Ellos poseen una cantidad determinada de energía mágica (魔力 Maryoku?), que debe de usarse para abastecer de energía a su Servant. Los Servants pueden ser controlados por medio de tres Hechizos de mando (令呪 Reiju?) que el Grial reparte entre los Masters, y que se manifiestan como símbolos tatuados en la mano del hechicero. Cada Reiju permite, cuando se activa, dar una orden irrevocable (y que el Servant no puede negarse a obedecer) o realizar una hazaña increíble. Si el Master gastara todos sus Reiju o simplemente muriera, su Servant puede elegir entre aliarse con otro Master o buscar refugio con el supervisor imparcial de la lucha, que tradicionalmente es un delegado de la Iglesia.

- Servant (サーバント?): Reencarnaciones de almas legendarias (héroes, semidioses, etc) que pueden provenir de cualquier línea de tiempo. Esta clase de seres, además de sus extraordinarias habilidades, son los portadores de los Noble Phantasms, que es aquel poder característico del Servant y su arma más letal. Ellos participan en la lucha con el único objetivo de cumplir un deseo de su anterior vida, por tanto, si gana, el Grial le pertenecerá a él y a su Master. Solo un Servant de cada raza puede ser invocado en la lucha; estas son: Saber, Archer, Rider, Lancer, Berserker, Caster y Assassin.

- Santo Grial (聖杯 Seihai?): Es una reliquia sagrada que concede cualquier deseo a los que logren llegar hasta ella. Los únicos capaces de tocarla son los Servants, pero estos no pueden usar sus poderes sin un Master, y es debido a esa restricción que Master y Servant se verán obligados a pelear codo con codo. Pasado un tiempo del inicio de la lucha, el Grial aparece por sí solo, independientemente del número de participantes que queden. Sin embargo, el Grial aceptará como sus dueños a quienes él crea merecedores; puede darse el caso que un equipo gane la guerra haciendo trampas y esquivando combates, y el Grial no los reconozca como los verdaderos campeones.

- Noble Phantasms (宝具 Hōgu?): Son reliquias o habilidades con un increíble potencial mágico. El poder interno de un Noble Phantasm puede ser invocado al pronunciar su verdadero nombre, no obstante, los Noble Phantasms famosos usualmente delatan la verdadera identidad del Servant, disminuyendo la ventaja en combate que supone que el enemigo desconozca la identidad de su adversario.

- Reality Marble (固有結界 Koyuu Kekkai?): Habilidad extremadamente poderosa que muy pocas personas pueden llegar a ejecutar. Permite al usuario generar una realidad o dimensión con nuevas reglas y leyes que se utiliza como campo de batalla, de forma que le dé ventajas sobre su oponente; el ejemplo más claro es el Unlimited Blade Works de Archer.

## Novela visual
El primer juego de Fate/stay night, creado por Type-Moon, fue lanzado el 30 de enero de 2004. Consiste en el primer proyecto comercial de Type-Moon como una compañía desarrolladora de novelas visuales. Una versión de Fate/stay night para todos los públicos, llamada Reálta Nua, salió para la PS2 el 19 de abril de 2007. El 29 de noviembre de 2012, se lanzó la versión del juego para PlayStation Vita. La novela original consta de 3 escenarios, con diversas historias y argumentos, los cuales son: Fate, Unlimited Blade Works y Heaven's Feel. Todos ellos son igual de oficiales e importantes, profundizando algunos más que otros en temas de diversas categorías, y también, dependiendo de la interacción del jugador, acabará en uno de varios finales posibles. En el escenario de Fate, Saber es la heroína principal; en Unlimited Blade Works la trama gira en torno a Rin y Archer; y por último, en Heaven's Feel, se cuenta la oscura historia detrás de Sakura Matō. Como en muchas otras novelas visuales, tomando como ejemplo a Kanon o la propia Tsukihime, Fate/stay night es conocida por su extensa y elaborada trama y personajes.

## Adaptaciones
La fama de la novela visual ha dado espacio a numerosas adaptaciones, tales como una secuela, series derivadas, una novela ligera, un anime, una película y una serie de manga. A esto se adicionan la gran cantidad de doujinshis, fanarts y juegos en formato doujin.

### Videojuegos
El 28 de octubre de 2005, Type-Moon lanzó una secuela titulada Fate/hollow ataraxia. Ocurre medio año después de los acontecimientos de Fate/stay night. Los nuevos personajes aquí son Avenger, Bazett Fraga McRemitz y Caren Ortensia, y aún se mantienen algunos como Saber, Shirō Emiya y Rin Tohsaka. Tanto esta como la novela anterior son solo para adultos, por su contenido eroge. Fue la segunda novela visual más vendida en el año 2005. Se lanzó una adaptación a PS Vita el 27 de noviembre de 2014.
En septiembre de 2007, Capcom y Cavia Inc. en cooperación con Type-Moon, lanzaron Fate/tiger Colosseum, videojuego de lucha 3D para PSP, con los personajes de Fate/stay night representados en estilo super deformed. Tuvo una secuela, Fate/tiger Colosseum Upper, en agosto de 2008.
En el show AOU del 2008, exposición anual de los operadores de salones recreativos japoneses, Capcom, en conjunto con Cavia y Eighting, lanzaron un videojuego de lucha basado en la novela original, titulada Fate/unlimited codes. El juego llegó a los arcades y tuvo un lanzamiento exclusivo para la PlayStation 2 el 18 de diciembre de 2008. De igual forma hubo una nueva versión disponible que incluía las figuras de Saber Lily en edición limitada. Capcom volvió a lanzar para la PSP un nuevo juego titulado Fate/unlimited codes Portable en junio de 2009.
Una adaptación RPG fue anunciada en Famitsu y producida por Imageepoch y Marvelous Entertainment, bajo el título de Fate/Extra. El juego es una serie derivada de Fate/stay night, con diferente argumento, jugabilidad, características (especialmente en Saber y Caster) y la aparición de varios nuevos personajes exclusivos de Fate/Extra. Los jugadores pueden tomar el control del protagonista masculino o femenino, que tendrá que ser uno de los Masters, y puede elegir como Servant a Saber, Archer o Caster. En su desarrollo participaron el artista doujin Huke de Supercell, Kinoko Nasu en el guion, Takashi Takeuchi de Type-Moon para la supervisión del diseño gráfico y Kazuya Niinou como el productor, mientras la dirección general estuvo a cargo de Shuetsu Kadowaki. El juego fue lanzado para la PSP en ediciones regulares y limitadas; estas últimas incluyen figuras de colección de Saber Figma. El lanzamiento estuvo previsto para 18 de marzo de 2010, pero se retrasó al 22 de julio de 2010 para realizar más pruebas. Fate/EXTRA Last Encore es una adaptación al anime, producida por Shaft y dirigida por Yukihiro Miyamoto. La saga continuó su expansión con Fate/Extra CCC, Fate/Extella: The Umbral Star y Fate/Extella: Link. En el décimo aniversario del juego se anunció un remake, Fate/EXTRA Record, que usará Unreal Engine para las nuevas plataformas de juego.
El 29 de julio de 2015, Aniplex lanzó Fate/Grand Order para iOS y Android en Japón y más tarde para Estados Unidos, Canadá, China y Corea del Sur. Es un videojuego de rol gratuito. El jugador toma el rol de un Master con un equipo de 3 Servant activos más 3 de reserva y combate por turnos contra un oponente. Los Servants se obtienen a través la mecánica de la gacha con dinero virtual que se obtiene en el juego o por microtransacciones. En 2018 fue el videojuego para móvil más descargado y a principios del 2020 el juego había recaudado 4 mil millones de dólares.

### Manga
La adaptación al manga de Fate/stay night, ilustrado por Datto Nishiwaki, se publicó en la revista mensual Shōnen Ace, de Kadokawa Shoten, entre febrero de 2006 y noviembre de 2012. El manga combina los escenarios Fate y Unlimited Blade Works de la novela visual, así como algunos elementos del escenario Heaven's Feel, mientras que finalmente sigue la ruta de Fate. Se publicaron también 20 volúmenes tankōbon en Japón, el 23 de mayo de 2006 y el 17 de diciembre de 2012. En español, fue licenciado por Panini que comenzó su publicación en diciembre de 2018.
Una segunda adaptación, ilustrada por Task Ohna, comenzó su serialización en Young Ace en junio de 2015. Este manga sigue la ruta de Heaven's Feel y cuenta con 8 volúmenes tankōbon a junio de 2020. En español, fue licenciado por Ediciones Babylon.

### Anime
La serie televisiva de Fate/stay night salió al aire en Japón entre el 6 de enero y el 16 de junio de 2006, con un total de 24 episodios, El doblaje anterior en inglés fue realizado por Anime Network, Imagine Television, Universal Animation Studios y NBCUniversal Television Distribution; su trama sigue algunos hechos de los tres escenarios de la novela, pero mayormente de Fate. Producida por Studio DEEN y Type-Moon, incluidos Geneon Entertainment, TBS, CREi, Fate Project, Frontier Works, etc. La serie tuvo su estreno internacional en la cadena de televisión Animax en el 2007, para los hablantes de inglés en el Sudeste Asiático, así como en Corea del Sur, Hong Kong y demás regiones. En América Latina, fue estrenada el 6 de agosto de 2009. Fue doblada al español por Sonygraf y al español latino por Estudios Lain.
Geneon licenció la serie para su distribución en toda Norteamérica. El 3 de julio de 2008, Geneon Entertainment y FUNimation Entertainment anunciaron su acuerdo para distribuir algunos títulos de anime en los países del norte. Aunque Geneon todavía retiene la licencia, FUNimation asume los derechos exclusivos para la fabricación, comercialización, venta y distribución de los títulos seleccionados, entre los cuales se incluye Fate/stay night.
Actualmente también está licenciada por Anime Project en España, en dos ediciones: la primera una edición metálica con 2 discos cada volumen y la edición box. La edición metálica se compone de 6 DVD con 4 capítulos cada uno y la edición box son 2 con 12 capítulos cada una.
El anime es una adaptación de la novela visual de Fate/stay night, que incorpora contenidos de todos los escenarios disponibles en el juego. Su trama se inspira mayormente en el escenario de Fate, con algunos elementos de Unlimited Blade Works como materiales de relleno, mientras que solo una pequeña parte se la dedica a la opción de Heaven's Feel. Los elementos de Fate/hollow ataraxia tampoco afectan directamente la historia. Kenji Kawai compuso la música para el anime, remezclada con cuatro temas sinfónicos de la primera novela: Hizashi no Naka de (sin embargo, esta no aparece en la banda sonora del anime, pero sí en las pistas del álbum LA SOLA), Yakusoku Sareta Shouri no Tsurugi, Emiya y This Illusion, llamada Disillusion en el anime.
La serie de anime fue relanzada en Japón el 22 de febrero de 2010, en dos ediciones especiales de sesenta minutos en DVD/BD para conmemorar el estreno de la película Unlimited Blade Works. Fate/stay night TV reproduction I y II recapitulan doce episodios del anime, y dispone de una reedición y recopilación de metraje junto con nuevos temas de apertura y temas de cierre, con las canciones de Jyukai y Sachi Tainaka. El tema de apertura Disillusion (2010) es una regrabación del sencillo del mismo nombre de la serie del 2006.
Después de la adaptación de Fate/Zero, que se emitió entre octubre del 2011 y junio del 2012, Ufotable produjo un segundo anime de Fate/stay night adaptando el escenario de Unlimited Blade Works de la novela visual. Contó con la participación de Takahiro Miura como director y con el elenco original de voces del anime de Studio Deen. La primera mitad del anime salió al aire entre el 4 de octubre al 27 de diciembre de 2014; la segunda mitad se emitió entre el 4 de abril al 27 de junio del 2015.

#### Lista de episodios
| #  | Título | Estreno               |
| -- | --- | --------------------- |
| 01 | «Primer día» «Hajimari no hi» (始まりの日)                                                                             | 7 de enero de 2006    |
| 02 | «Noche fatídica» «Unmei no yoru» (運命の夜)                                                                            | 14 de enero de 2006   |
| 03 | «Se levanta el telón» «Kaimaku» (開幕)                                                                                 | 21 de enero de 2006   |
| 04 | «El enemigo más poderoso» «Saikyou no teki» (最強の敵)                                                                 | 28 de enero de 2006   |
| 05 | «Los dos magos <Parte 1>» «Majutsushi futari <Zenpen>» (魔術師二人<前編>)                                              | 7 de febrero de 2006  |
| 06 | «Los dos magos <Parte 2>» «Majutsushi futari <Kōhen>» (魔術師二人<後編>)                                               | 11 de febrero de 2006 |
| 07 | «Actos despreciables» «Shundou» (蠢動)                                                                                 | 18 de febrero de 2006 |
| 08 | «Melodía discordante» «Fukyo no oto» (不協の旋律)                                                                      | 25 de febrero de 2006 |
| 09 | «Elegancia bajo la luna» «Gekka ryuurei» (月下流麗)                                                                    | 4 de marzo de 2006    |
| 10 | «El paciente intruso» «Odayakana makuai» (穏やかな幕間)                                                                | 11 de marzo de 2006   |
| 11 | «Fuerte sangriento» «Senketsu shinden Burādofōto Andoromeda» (鮮血神殿ブラッドフォート・アンドロメダ)                  | 18 de marzo de 2006   |
| 12 | «Furia en el cielo» «Sora o saku» (空を裂く)                                                                           | 25 de marzo de 2006   |
| 13 | «Castillo invernal» «Fuyu no shiro» (冬の城)                                                                           | 1 de abril de 2006    |
| 14 | «El fin de un ideal» «Risou no hate» (理想の果て)                                                                      | 8 de abril de 2006    |
| 15 | «Los doce juicios» «Jūni no shiren» (十二の試練)                                                                       | 15 de abril de 2006   |
| 16 | «La espada de la victoria prometida» «Yakusoku sareta shouri no ken» (約束された勝利の剣)                              | 22 de abril de 2006   |
| 17 | «La marca de la bruja» «Majo no rakuin» (魔女の烙印)                                                                   | 29 de abril de 2006   |
| 18 | «La batalla decisiva» «Kessen» (決戦)                                                                                  | 6 de mayo de 2006     |
| 19 | «El Rey de Oro» «Ougon no ou» (黄金の王)                                                                               | 13 de mayo de 2006    |
| 20 | «Remanentes de un sueño distante» «Tōi yume ato» (遠い夢跡)                                                            | 20 de mayo de 2006    |
| 21 | «La estrella de la creación que dividió el cielo y la tierra» «Tenchi kairi su kaibyaku no hoshi» (天地乖離す開闢の星) | 27 de mayo de 2006    |
| 22 | «El resultado de un deseo» «Negai no hate» (願いの果て)                                                                | 3 de junio de 2006    |
| 23 | «El Santo Grial» «Seihai» (聖杯)                                                                                       | 10 de junio de 2006   |
| 24 | «La lejana utopía» «Subete tooki risoukyou» (全て遠き理想郷)                                                           | 17 de junio de 2006   |

#### Películas

##### Fate/stay night: Unlimited Blade Works
Es la adaptación de la segunda línea de la historia del mismo nombre, aparecida en la novela visual, y estrenada el 23 de enero de 2010. Su argumento se centra en Shirō, Archer y Rin. Esta película fue anunciada mediante de un pequeño artbook de las últimas producciones de Type-Moon, que fue entregada con la conocida revista Newtype, en su edición de septiembre. El personal es el mismo que produjo el anime en 2006, incluido el director Yuji Yamaguchi, Studio DEEN y los actores de voz.

##### Trilogía deHeaven's Feel
El tercer escenario fue animado por ufotable en una trilogía de películas, dirigidas por Tomonori Sudō. La primera se titula Fate/stay night: Heaven's Feel I. presage flower y se estrenó en Japón el 14 de octubre de 2017. La segunda, llamada Fate/stay night: Heaven's Feel II. lost butterfly se estrenó el 12 de enero de 2019. La tercera película Fate/stay night: Heaven's Feel III. spring song se programó para estrenarse el 28 de marzo de 2020, pero debido a la pandemia de COVID-19 se pospuso hasta el 15 de agosto.

## Banda sonora
La música principal del juego se incluye en un disco llamado Fate/stay night Original Sound Track. Además existen los álbumes de imagen Wish y WHITE AVALON, así como los álbumes remix Fate/another score, Fate/extended play, Emiya #0 y Fate/recapture; álbum tributo Mariage - tribute to Fate y numerosos álbumes fanmade tales como: Avalon, Exodus Fake/ever since, Iriya 51, Broken Phantasm, Fragments y 17 Division.
La banda sonora original del anime lo compone y organiza Kenji Kawai.
Aparte de Fate/stay night, los otros juegos de la serie también tienen su propia banda sonora, como Fate/tiger coliseum OST, y una pista de sonido para Fate/Zero titulada Return to Zero.
| Título                                              | Composición y desarrollo | Letra      | Intérprete | Tipo                  |
| --------------------------------------------------- | ------------------------ | ---------- | ---------- | --------------------- |
| "This Illusion"                                     | NUMBER201                | Keita Haga | M.H.       | Apertura              |
| "Days"                                              | NUMBER201                | Keita Haga | CHINO      | Cierre                |
| "Ougon no Kagayaki" (黄金の輝き Resplandor dorado?) | NUMBER201                | Keita Haga | MAKI       | Apertura (Réalta Nua) |

| Título | Composición   | Desarrollo               | Letra         | Intérprete    | Fecha de lanzamiento  | Tipo     |
| --- | ------------- | ------------------------ | ------------- | ------------- | --------------------- | -------- |
| "Disillusion" (episodios 1-14)                                                                                    | NUMBER201     | Kenji Kawai              | Keita Haga    | Sachi Tainaka | 22 de febrero de 2006 | Apertura |
| "Kirameku Namida wa Hoshi ni" (きらめく涙は星に? Las lágrimas brillantes cambian las estrellas) (episodios 15-23) | KATE          | Sogawa Tomoji, NUMBER201 | Keita Haga    | Sachi Tainaka | 31 de mayo de 2006    | Apertura |
| "Anata ga Ita Mori" (あなたがいた森? El bosque en el que estuviste) (episodios 1-13,15-23)                        |               |                          |               | Jyukai        | 15 de marzo de 2006   | Cierre   |
| "Hikari" (ヒカリ? Luz) (episodio 14)                                                                              |               |                          |               | Jyukai        |                       | Cierre   |
| "Kimi to no Ashita" (君との明日? Mañana contigo) (episodio 24)                                                    | Sachi Tainaka | Kaneko Takahiro          | Sachi Tainaka | Sachi Tainaka | 7 de febrero de 2007  | Cierre   |

## Recepción
Cuando fue lanzada el 30 de enero de 2004, Fate/stay night se convirtió rápidamente en una de las novelas visuales más famosas de la historia, resultando la más vendida en el año. Su secuela, Fate/hollow ataraxia, se lanzó el 28 de octubre de 2005, y de igual manera que su predecesora obtuvo los primeros lugares en ventas. La creciente popularidad del juego llevó a la creación del grupo Fate Project, que en conjunto con Geneon Japan y Studio DEEN produjeron una serie de 24 episodios basada en la historia original, en 2006. Ese mismo año, la novela ligera, Fate/Zero, fue producida con la colaboración de otra empresa desarrolladora de novelas visuales, Nitroplus, y lanzada en el Comiket 71. En el año 2007 hubo un programa de radio por Internet, llamado Fate/stay tune, con las voces de Kana Ueda y Ayako Kawasumi, que contó con 28 episodios. Esto se dio a causa de la gran popularidad de los seiyūs del anime.